# Cibo da asporto

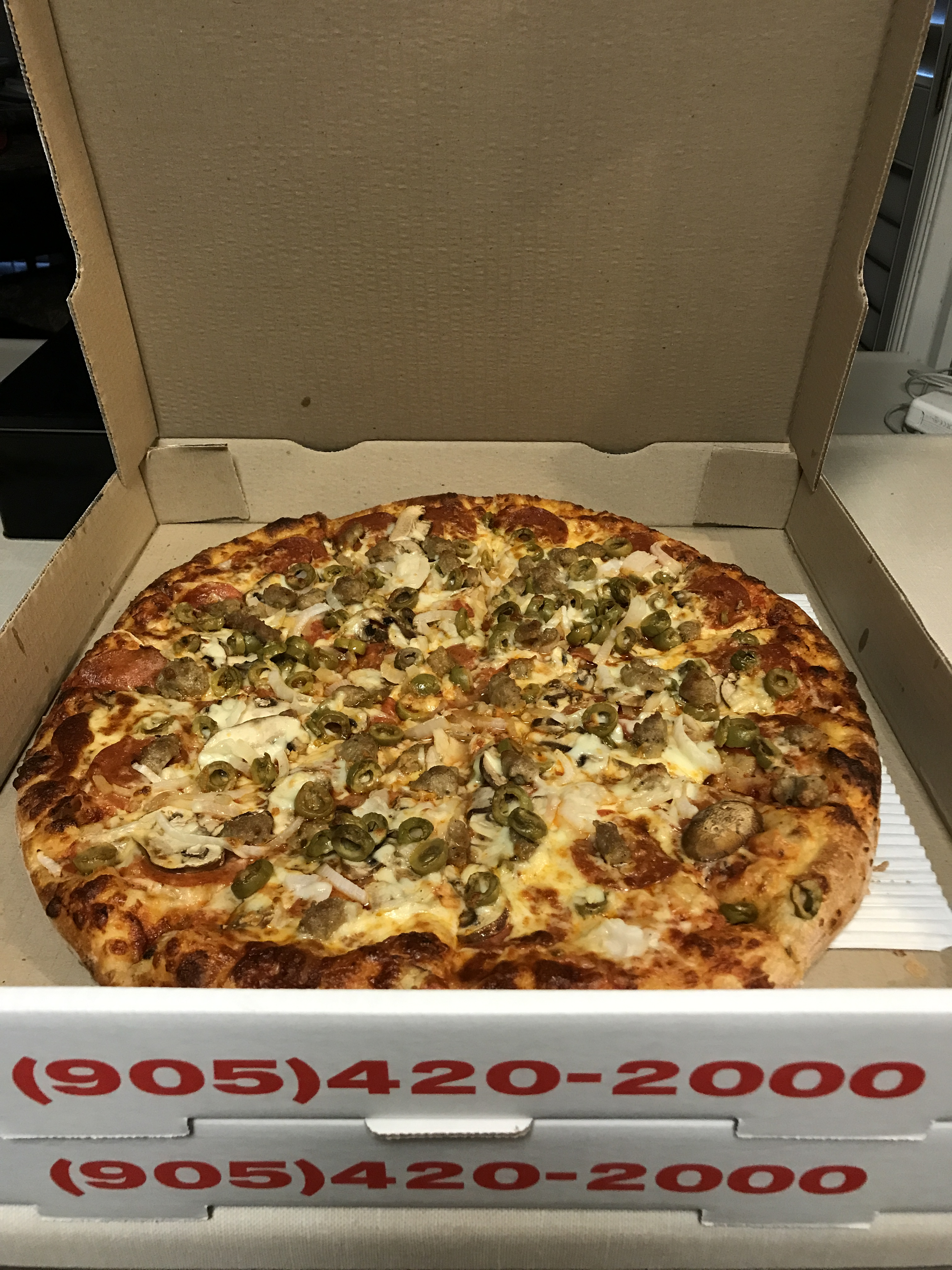
Pizza da asporto servita in una scatola di cartone

Il cibo da asporto è la preparazione alimentare acquistata in ristoranti o altri locali di produzione e vendita, che il cliente intende consumare altrove, a casa propria o come cibo da strada. Nella lingua italiana è anche molto usato il forestierismo inglese (britannico) take away. Nelle varie nazioni esso viene proposto, spesso, con inerenza agli usi e consumi tipici della cultura gastronomica locale.

## Storia
Il concetto di cibi preparati da consumare altrove risale all'antichità. Le bancarelle di mercato e lungo la strada che vendevano cibo erano comuni nell'antica Grecia e nell'antica Roma. A Pompei, gli archeologi hanno trovato un certo numero di thermopolia, banconi di servizio che si aprivano sulla strada e che fornivano cibo da asporto. C'è una netta mancanza di una sala da pranzo formale e di una cucina nelle case pompeiane, il che potrebbe suggerire che mangiare, o almeno cucinare, a casa fosse insolito. Sono stati trovati oltre 200 thermopolia nelle rovine di Pompei.
Nelle città dell'Europa medievale, un certo numero di venditori ambulanti vendevano cibo da asporto. Nella Londra medievale, i venditori ambulanti vendevano pasticci di carne caldi, oche, zampe di pecora e vino francese, mentre a Parigi erano disponibili carni arrosto, piccione, crostate e flan (un tipo di dessert), formaggi e uova. Un ampio strato della società avrebbe acquistato cibo da questi venditori, ma erano particolarmente popolari tra i poveri urbani, che non avevano cucine in cui preparare il proprio cibo. Tuttavia, questi venditori avevano spesso una cattiva reputazione, spesso nei guai con le autorità cittadine che li rimproveravano per aver venduto carne infetta o cibo riscaldato. Nella Cina del X e XI secolo, i cittadini di città come Kaifeng e Hangzhou potevano acquistare dolci come torte lunari e congyoubing (noti anche come pancake cinesi di cipollotto) da asporto. All'inizio del XIII secolo, i due negozi di maggior successo di Kaifeng avevano "più di 50 forni". Un fiorentino in viaggio riferì alla fine del XIV secolo che a Il Cairo, le persone portavano con sé tovaglie da picnic fatte di cuoio grezzo per stenderle sulle strade e consumare i loro pasti a base di spiedini di agnello, riso e frittelle che avevano acquistato dai venditori ambulanti. Nella Turchia rinascimentale, molti incroci vedevano venditori che vendevano "fragranti bocconi di carne calda", tra cui pollo e agnello che erano stati arrostiti allo spiedo.
Nei mercati aztechi c'erano venditori che vendevano bevande come l'atole ("una pappa fatta con pasta di mais"), quasi 50 tipi di tamales (con ingredienti che andavano dalla carne di tacchino, coniglio, geomide, rana e pesce, frutta, uova e fiori di mais), così come insetti e stufati. Dopo la colonizzazione spagnola del Perù e l'importazione di scorte alimentari europee tra cui grano, canna da zucchero e bestiame, la maggior parte della gente comune continuò principalmente a mangiare la propria dieta tradizionale, ma aggiunse cuori di manzo alla griglia venduti dai venditori ambulanti. Alcuni dei venditori ambulanti di Lima del XIX secolo come Erasmo e Na Aguedita sono ancora ricordati oggi. 
Durante il periodo coloniale americano, i venditori ambulanti vendevano "zuppa di peperone" (trippa), "ostriche, pannocchie di mais arrostite, frutta e dolci", con le ostriche che erano una merce a basso prezzo fino al 1910, quando la pesca eccessiva fece aumentare i prezzi. Nel 1707, dopo le precedenti restrizioni che avevano limitato i loro orari di apertura, i venditori ambulanti di cibo erano stati banditi a New York City. Molte donne di origine africana si guadagnavano da vivere vendendo cibo da strada in America nel XVIII e XIX secolo; con prodotti che spaziavano dalla frutta, torte e noci a Savannah, in Georgia, al caffè, biscotti, praline e altri dolci a New Orleans. Nel XIX secolo, i venditori ambulanti di cibo da strada in Transilvania vendevano noci di pan di zenzero, panna mescolata con mais e pancetta e altra carne fritta su recipienti di ceramica con carboni ardenti all'interno. 
La rivoluzione industriale vide un aumento della disponibilità di cibo da asporto. All'inizio del XX secolo, il fish and chips era considerato un'"istituzione consolidata" in Gran Bretagna. L'hamburger fu introdotto in America in questo periodo. Le diete dei lavoratori industriali erano spesso povere e questi pasti fornivano una "componente importante" alla loro nutrizione. In India, le aziende e le cooperative locali avevano iniziato a fornire ai lavoratori della città di Mumbai scatole per il tiffin entro la fine del XIX secolo.

## In Italia
In Italia, l'attività di ristorazione senza somministrazione con preparazione di cibi da asporto è classificata dall'ISTAT con il codice statistico 56.10.20 della classificazione ATECO 2007.
In Italia prevalgono le pizzerie da asporto, i locali di prodotti al taglio come le rosticcerie, e, nel tempo, anche locali di pastasciutta da asporto e locali di cucina non italiana (per esempio cinese, giapponese, greco, ecc.).
Nel 2020, l'Osservatorio annuale sul mercato dell'online food delivery ha svelato che la pizza è la cucina più ordinata nelle 30 città italiane prese in esame durante l'indagine.
Durante la pandemia di COVID-19 in Italia, in particolare durante i periodi con restrizioni più stringenti, le norme hanno consentito ai ristoratori di offrire esclusivamente servizi di asporto o consegna a domicilio, questo ha portato molti ristoranti dei quartieri degli affari a perdere buona parte della loro clientela.

## Servizio

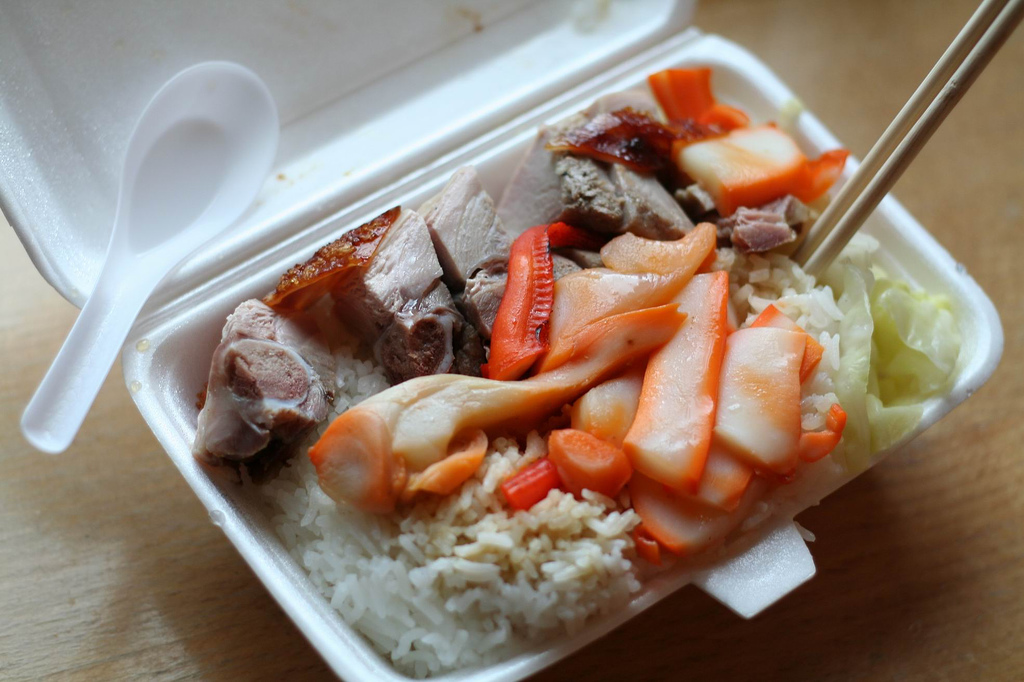
Piatto di cucina cantonese servito in un contenitore polistirenico

Fra i locali che forniscono il servizio al tavolo, alcuni offrono anche cibo da asporto, che è sovente più economico rispetto alle stesse preparazioni servite al tavolo.
Numerosi sono i locali che, non prevedendo il servizio al tavolo, nascono e si specializzano proprio nella preparazione e nel confezionamento di cibi da portare all'esterno per consumarlo in seguito. Tutt'al più, in quest'ultima tipologia di locali, vi è la possibilità di consumare il cibo su semplici tavolini o al bancone, ma sempre con un servizio ridotto al minimo o assente. In alcuni paesi, soprattutto nel Nord America, quando il cibo da asporto è consumato dentro al locale è usanza diffusa lasciare una piccola mancia.
Esistono anche dei 'ghost kitchen' ovvero un ristorante che sarà di fatto invisibile alla clientela, poiché non deputato all'accoglienza dei commensali, ma dotato esclusivamente di un piano di lavoro per la realizzazione dei piatti.

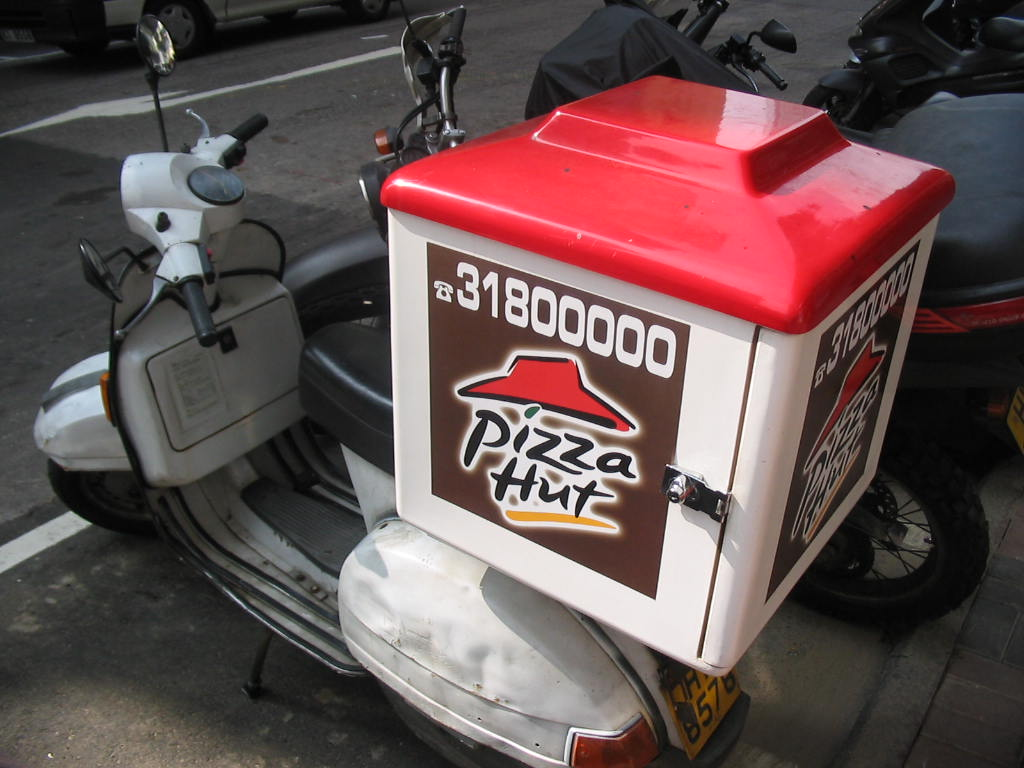
Pizza a domicilio a Hong Kong

Molti locali specializzati nel cibo da asporto offrono anche il servizio di consegna a domicilio, in particolar modo le pizzerie. Negli anni 2010 si è visto una crescita di compagnie di consegna di cibo in rete. Si potrebbe citare Deliveroo, JustEat, Foodracers, Foodora, Moovenda, Mymenu, Uber Eats e Zushi.

## Confezione
Il cibo da asporto è confezionato, di solito, in appositi contenitori di carta, cartone, plastica, o in contenitori alimentari in polistirene.
I contenitori in alluminio sono popolari per il confezionamento da asporto avendo un basso costo.
Le borse termiche e altri contenitori isotermici per la spedizione mantengono il cibo caldo (o freddo) in modo più efficace e più a lungo.
Tutti i tipi di contenitori possono essere prodotti con sopra riportate le informazioni del fornitore e un design progettato e stampato apposta per creare una brand identity.
In Gran Bretagna i vecchi giornali venivano tradizionalmente utilizzati per avvolgere il fish and chips, fino a quando questa pratica non è stata vietata per motivi di salute negli anni '80. Molte persone sono nostalgiche di questo involucro tradizionale; alcuni moderni negozi di fish and chips avvolgono il loro cibo in un tipo di carta adatta agli alimenti ma stampata in modo da sembrare un giornale.

## Rifiuti provenienti da materiale monouso
L’imballaggio del fast food e del cibo da asporto è necessario per il cliente, ma comporta una quantità significativa di materiale che finisce nelle discariche, nel riciclaggio, nel compostaggio o nei rifiuti. I contenitori in schiuma per il fast food sono stati il bersaglio degli ambientalisti e sono stati ampiamente sostituiti con involucri di carta nelle grandi catene di ristoranti. 
Nel 2002, Taiwan ha iniziato ad adottare misure per ridurre l'uso di stoviglie monouso presso istituzioni e aziende e per ridurre l'uso di sacchetti di plastica. Ogni anno, questa nazione formata allora da 17,7 milioni di persone produceva 59.000 tonnellate di rifiuti di stoviglie monouso e 105.000 tonnellate di sacchetti di plastica di scarto e negli anni successivi sono state adottate misure crescenti per ridurre la quantità di rifiuti. Nel 2013, l'Amministrazione per la protezione ambientale (EPA) di Taiwan ha vietato del tutto l'uso di stoviglie monouso nelle 968 scuole, agenzie governative e ospedali della nazione. 
In Germania, Austria e Svizzera sono state emanate leggi che vietano l'uso di contenitori monouso per cibo e bevande in occasione di eventi su larga scala. Tale divieto è in vigore a Monaco di Baviera dal 1991 e si applica a tutte le strutture e gli eventi cittadini. Ciò include eventi di tutte le dimensioni, compresi quelli molto grandi (Mercatino di Natale, Auer-Dult Faire, Oktoberfest e Munich City Marathon). Per piccoli eventi di poche centinaia di persone, la città ha organizzato un'azienda per offrire il noleggio di stoviglie e attrezzature per lavastoviglie. In parte attraverso questa regolamentazione, Monaco ha ridotto i rifiuti generati dall'Oktoberfest, che attrae milioni di persone, da 11.000 tonnellate metriche nel 1990 a 550 tonnellate nel 1999. 
La Cina, in virtù delle dimensioni della sua popolazione e della crescente popolarità delle app di consegna di cibo, come Meituan ed Ele.me, deve affrontare sfide significative nello smaltimento o nel riciclaggio dei rifiuti di imballaggio del cibo da asporto. Secondo uno studio del 2018 pubblicato in Resources, Conservation and Recycling, nella prima metà del 2017, i consumatori cinesi hanno ordinato 4,6 miliardi di pasti da asporto, generando "notevoli preoccupazioni ambientali". Gli autori dello studio hanno stimato che i rifiuti di imballaggio derivanti dalla consegna di cibo sono cresciuti da 20.000 tonnellate nel 2015 a 1,5 milioni di tonnellate nel 2017. Nel 2018, Meituan ha dichiarato di aver effettuato oltre 6,4 miliardi di consegne di cibo, rispetto ai 4 miliardi dell'anno precedente. 
Poiché i pasti da asporto e da consegnare in Cina includono bacchette monouso, che sono fatte di legno o bambù, la crescita della consegna di cibo ha anche un impatto sulle foreste cinesi. La Cina produce circa 80 miliardi di paia di bacchette monouso all'anno, l'equivalente di 20 milioni di alberi di 20 anni. Circa il 45% è fatto di alberi, principalmente pioppo, betulla e abete rosso, il resto è fatto di bambù. Il Giappone usa circa 24 miliardi di paia di queste bacchette monouso all'anno e a livello globale circa 80 miliardi di paia vengono gettate via da circa 1,4 miliardi di persone. Nel 2013 in Giappone, un paio di bacchette monouso costava 0,02 dollari USA. Un paio di bacchette riutilizzabili costava 1,17 dollari e ogni paio poteva essere usato 130 volte.
Uno studio del 2021 condotto dall'Università di Cadice e pubblicato sulla rivista Nature Sustainability, ha analizzato 12 milioni di rifiuti raccolti da oceani, fiumi, litorali e fondali marini e ha concluso che l'80% di quei rifiuti era di plastica e il 44% di essi era correlato a cibo e bevande da asporto, in particolare sacchetti monouso, bottiglie di plastica, contenitori e involucri.